# Barocco (film, 1976)
Pour les articles homonymes, voir Barocco.
Pour plus de détails, voir Fiche technique et Distribution.
Barocco, orthographié Barroco au générique, est un film français réalisé par André Téchiné et sorti en 1976.

## Synopsis
Dans un port du nord de l'Europe, à l'occasion d'une campagne électorale, le journal dirigé par Walt (Jean-Claude Brialy) pourrait discréditer un candidat par la publication d'un reportage sur le boxeur Samson (Gérard Depardieu) qui ferait état d'une prétendue relation homosexuelle. Celui-ci est payé pour parler par Gauthier (Julien Guiomar). Le parti du candidat, informé de l'imminence de l'interview, offre une somme équivalente à Samson pour qu'il se taise et quitte le pays avec son amie Laure (Isabelle Adjani).
Des hommes de main de Gauthier rattrapent Samson et Laure à la gare. Samson ne leur rend pas l'argent reçu pour l'interview; il est abattu sur le quai. De fait, Laure a caché l'argent dans un casier de la consigne de la gare. Elle donne à la police le signalement du tueur, qui ressemble fortement à Samson. L'assassin retrouve Laure et lui manifeste son « affection ». Manifestement troublée, Laure l'aide à déjouer les recherches de la police. Le meurtrier ne devait pas tuer Samson mais seulement l'empêcher de partir. Son commanditaire, Gauthier, le fait aussi rechercher par ses hommes.
Laure et son nouveau compagnon veulent quitter le pays en s'embarquant sur un navire de croisière, le même sur lequel s'apprête à monter Walt. Le dénouement se joue sur le quai. L'un des hommes de Gauthier, qui a reçu pour ordre d'abattre « l'homme qui accompagne Laure », tue Walt. Le compagnon de Laure l'éloigne de la scène du crime et la fait monter sur le navire.

## Fiche technique
- Titre : Barocco
- Réalisation : André Téchiné
- Scénario : Marilyn Goldin et André Téchiné
- Production : André Génovès et Alain Sarde
- Musique : Philippe Sarde
- Photographie : Bruno Nuytten
- Montage : Claudine Merlin
- Décors : Ferdinando Scarfiotti
- Costumes : Christian Gasc
- Son: Paul Lainé
- Pays d'origine :  France
- Format : couleur - 2,35:1 - Son mono - 35 mm
- Genre : policier, drame
- Durée : 110 minutes
- Date de sortie :
  - France : 8 décembre 1976
- Affiche : René Ferracci (France)

## Distribution
- Isabelle Adjani : Laure
- Gérard Depardieu : Samson / Son assassin
- Marie-France Pisier : Nelly
- Jean-Claude Brialy : Walt
- Julien Guiomar : Gauthier
- Hélène Surgère : Antoinette
- Claude Brasseur : Jules
- Jean-François Stévenin : le complice de l'assassin
- Marie France : la chanteuse
- Peter Bonke : un homme de main de Gauthier
- Michel Such : l'homme de main de Gauthier aux lunettes noires (crédité Leny Such)
- Elise Hoomans : la mère de Samson
- Frans Vorstman : le secrétaire
- Helmert Woudenberg : l'entraîneur
- Adrian Brine : l'inspecteur
- Truus Dekker : l'employée
- Susan Senduk : la serveuse
- Derek de Lint : un homme de la propagande
- Bernard Kouchner

## Production
Le tournage s'est déroulé à Amsterdam, aux Pays-Bas.

### Retrouvailles cinématographiques
C'est sur ce tournage qu'Isabelle Adjani et le chef-opérateur Bruno Nuytten se sont rencontrés. Ils se sont ensuite retrouvés sur Les Sœurs Brontë du même André Téchiné et sur Possession d'Andrzej Zulawski avant de créer ensemble Camille Claudel, que Nuytten a réalisé et coécrit avec la coscénariste de Barocco Marilyn Goldin, avec à nouveau Gérard Depardieu devant la caméra.
André Téchiné, Isabelle Adjani, Marie-France Pisier, Hélène Surgère et Bruno Nuytten se sont retrouvés en Angleterre pour le tournage des Sœurs Brontë.

## Distinctions
- César 1977 :
  - César de la meilleure actrice dans un second rôle pour Marie-France Pisier
  - César de la meilleure photographie pour Bruno Nuytten
  - César de la meilleure musique originale pour Philippe Sarde
  - nomination au César du meilleur film
  - nomination au César du meilleur réalisateur pour André Téchiné
  - nomination au César de la meilleure actrice pour Isabelle Adjani
  - nomination au César du meilleur décor pour Ferdinando Scarfiotti
  - nomination au César du meilleur montage pour Claudine Merlin
  - nomination au César du meilleur son pour Paul Lainé